# Гідрогеологія Ботсвани
Гідрогеоло́гія Ботсва́ни
Великих артезіанських басейнів в Ботсвані нема. В гідрогеологічному відношенні на території Ботсвани виділяються декілька водоносних горизонтів.
У відкладах Карру відомі 2 водонапірних горизонти. Перший — в пермських пісковиках на глибині 55—140 м; дебіт свердловини на північному сході Ботсвани досягає 11 250 л/год; мінералізація води зростає зі сходу на захід від 380 до 4 000 мг/л. Другий водонапірний горизонт — у пісковиках верхнього [тріас]у на глибину 120—180 м, дебіт — 4 000—9 000 л/год.
Запаси ґрунтових вод у Ботсвани незначні і розподілені нерівномірно. На півдні в районі Цвапонг дебіт досягає 11 000 л/год. На північному-сході країни (хребет Ганзі) водоносні кварцити та сланці верхнього протерозою перекриті пісками Калахарі потужністю 13—15 м. Вода доброї якості, але по мірі заглиблення в западину Калахарі стає більш мінералізованою.